# Campeonato Mundial de Ciclismo en Grava de 2025
El IV Campeonato Mundial de Ciclismo en Grava se celebrará el 18 y 19 de octubre de 2025 en Provincia de Limburgo (Países Bajos) en el año 2025 bajo la organización de la Unión Ciclista Internacional (UCI) y la Federación Francesa de Ciclismo.
Inicialmente otorgado a Niza, la ciudad se retiró de la organización.